# 台元科技園區

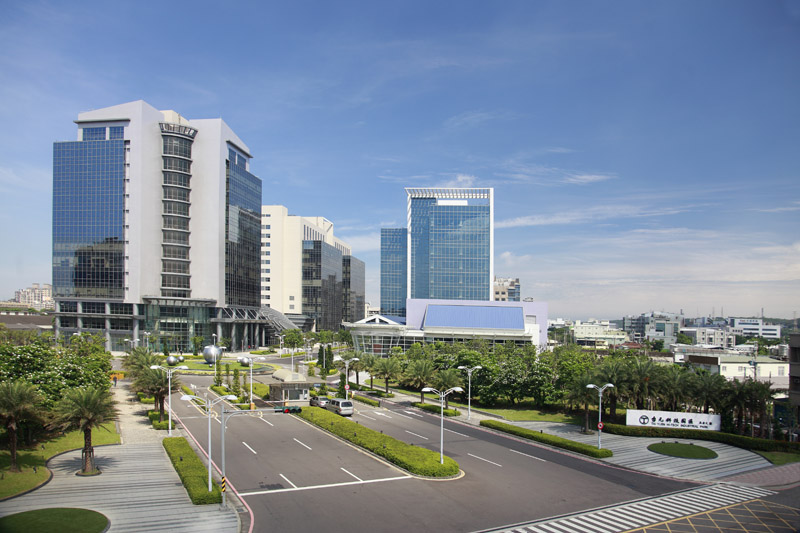

台元科技園區（英語：Tai Yuen Hi-Tech Industrial Park），位於新竹縣竹北市，是裕隆集團旗下台元紡織與文生開發共同開發之科技園區，目前已是全台最大民間開發科技園區。
台元科技園區採分期開發模式，第一期於2001年7月正式完工啟用。截至目前，台元科技園區已進駐至第九期，園區共計26棟建物，基地總面積計約7萬坪，進駐公司約300家、員工數約2萬人。園區第十期工程已於2023年Q3開始動工，預計2027年可完工。

## 週邊樞紐
台元科技園區面臨30米寬之竹北外環道 (環北路)。
主要聯外道路為國道一號竹北交流道及台一線。
週邊有台鐵竹北車站、高鐵新竹站。

## 外部連結
- 台元科技園區 （页面存档备份，存于）

24°50.453′N 121°01.220′E / 24.840883°N 121.020333°E